# Комас Сола, Жозеп
| Открытые астероиды: 11 | Открытые астероиды: 11 |
| ---------------------- | ---------------------- |
| (804) Испания          | 20 марта 1920          |
| (925) Альфонсина       | 13 января 1920         |
| (945) Барселона        | 3 февраля 1921         |
| (986) Амелия           | 19 октября 1922        |
| (1102) Пепита          | 5 ноября 1928          |
| (1117) Регинита        | 24 мая 1927            |
| (1136) Мерседес        | 30 октября 1929        |
| (1188) Готландия       | 30 сентября 1930       |
| (1626) Садейя          | 10 января 1927         |
| (1655) Комас Сола      | 28 ноября 1929         |
| (1708) Полит           | 1 декабря 1929         |

Жозе́п (Хосе́) Ко́мас Сола́ (кат. Josep Comas i Solà; 19 декабря 1868, Барселона — 2 декабря 1937, Барселона) — испанский астроном, первооткрыватель комет и астероидов, который работал в обсерватории Фабра. В период с 1915 по 1930 год им было обнаружено в общей сложности 11 астероидов. Помимо этого, он также является первооткрывателем одной короткопериодической кометы 32P/Комас Сола и одной долгопериодической кометы C/1925 F1.
Комас Сола учился в колледже физико-математических наук Барселонского университета, который окончил в 1889 году. В том же году он начал наблюдения Марса, которые продолжал во время последующих противостояний планеты. В результате в 1894 году астроном создал карту Марса. Далее он обратил внимание на другие планеты, и в 1902 году определил период вращения Сатурна.
В период между 1915 и 1930 годами Комас Сола был основателем и первым директором обсерватории Фабра, которая входит в состав Королевской академии наук и искусств в Барселоне.
Многие из его работ касаются планет и комет. В 1907 году Комас Сола первым обнаружил атмосферу на спутнике Сатурна Титане. Он заметил, что края спутника темнее центра. Наблюдая за изменениями светлых пятен, он пришёл к выводу, что это могут быть облака в атмосфере. Позднее, в 1944 году это подтвердил Джерард Койпер.
Комас Сола был первым президентом Астромического общества Испании и Америки, в настоящее время существующего под названием Испанского астрономического общества (SEA).
Имя Комаса Солы получили два открытых им астероида: (1102) Пепита (от Pepito — неформального имени астронома) и (1655) Комас Сола. Астероид (986) Амелия, открытый в 1921 году назван в честь жены астронома; а астероид (1117) Регинита, открытый в 1927 году назван в честь его дочери. Астероид (1136) Мерседес назван первооткрывателем в честь его невестки.